# Памятники истории и культуры города Ессентуки
Памятники истории и культуры города Ессентуки — перечень достопримечательных и памятных мест города-курорта Ессентуки Ставропольского края России.
В перечень внесены памятники  археологии, архитектуры, истории и культуры, признанные Решением Ставропольского краевого совета народных депутатов от 1 октября 1981 г. № 702 «Об утверждении списка памятников истории и культуры Ставропольского края», Постановлением главы администрации Ставропольского края от 1 ноября 1995 г. N 600 «О дополнении списка памятников истории и культуры Ставропольского края, подлежащих государственной охране как памятников местного и республиканского значения, учреждённого решением крайисполкома от 01.10.1981 N 702».

## Памятники археологии
| Номер в списке | Название                           | Изображение | Годы постройки и авторы   | Место нахождения                                                                    |
| -------------- | ---------------------------------- | ----------- | ------------------------- | ----------------------------------------------------------------------------------- |
| 1              | Курган «Золотушка — 1»             |             | III — I тыс. до н. э.     | 100 — 150 м северо-восточнее ст. Золотушка.                                         |
| 2              | Курганная группа «Северная — 1»    |             | III — I тыс. до н. э.     | Северо-восточная часть города, район индивидуальной застройки                       |
| 3              | Курганная группа «Северная — 2»    |             | ?                         | 400 — 500 м северо-западнее курганной группы «Северная −1»                          |
| 4              | Курганная группа «Кирпичный — 1»   |             | ?                         | Севернее пос. Кирпичный                                                             |
| 5              | Курганная группа «Кирпичный — 2»   |             | ?                         | Южнее поселка Кирпичный, правый берег реки Бугунта                                  |
| 6              | Могильник «Белый Уголь-1»          |             | XIV — XV вв. н. э.        | Юго-восточная окраина пос. Белый Уголь, правобережная терраса реки Подкумок         |
| 7              | Могильник «Белый Уголь-1»          |             | XIV — XV вв. н. э.        | Северо-восточная окраина пос. Белый Уголь, территория электроподстанции             |
| 8              | Курганная группа «Белый Уголь — 1» |             | III — II тыс. до н. э.    | Северная окраина пос. Белый Уголь, район индивидуальной застройки, на возвышенности |
| 9              | Курганная группа «Белый Уголь — 2» |             | ?                         | Северная окраина пос. Белый Уголь, западнее района индивидуальной застройки         |
| 10             | Казачий редут «Ессентукский»       |             | кон. XVIII — сер. XIX вв. | Пос. Белый Уголь, 1 км юго-западнее слияния реки Подкумок и реки Большой Ессентучок |
| 11             | Могильник «Парк»                   |             | XVI — XVII вв.            | Центр г. Ессентуки верхняя часть курортного парка, у храма Святого Пантелеймона.    |
| 12             | Могильник Тельмановский            |             | VIII — VI вв. до н. э.    | Северная часть города у пос. Санамер (Тельмана)                                     |
| 13             | Курган «Ессентукский — 1»          |             | III — II тыс. до н. э.    | Северо-западная часть города, территория бывшего совхоза «Кавминводский»            |
| 14             | Остатки аула «Трамов аул»          |             | XVII — сер. XIX вв.       | 2 — 2,5 км северо-восточнее ст. «Золотушка»                                         |

## Памятники истории
| Номер в списке | Название                                                                             | Изображение | Годы постройки и авторы               | Место нахождения   |
| -------------- | ------------------------------------------------------------------------------------ | ----------- | ------------------------------------- | ------------------ |
| 1              | Братская могила воинов, погибших в 1918 году                                         |             | 1918, Коробейников                    | Вокзальная площадь |
| 2              | Здание швейной фабрики (1-го Промышленного предприятия)                              |             | 1965, Горхимпроект города Пятигорска. | ул. Ермолова,2     |
| 3              | Дом Разумовского В. И., заслуженного деятеля науки                                   |             | 1930                                  | ул. Ленина,1       |
| 4              | Дом, в котором в 1943—1967 гг. жил и работал писатель и поэт А. Т. Губин (1927—1992) |             | нач. XX в.                            | ул. Фрунзе,45      |
| 5              | Особняк Губиных, в котором родился в нач. ХХ в 1927 г. писатель и поэт А. Т. Губин   |             | ?                                     | ул. 9 Января,89    |

## Памятники архитектуры
| Номер в списке | Название                                    | Изображение | Годы постройки и авторы                    | Место нахождения            |
| -------------- | ------------------------------------------- | ----------- | ------------------------------------------ | --------------------------- |
| 6              | Доходный дом                                |             | 1917 год                                   | ул. Анджиевского,17         |
| 7              | Здание санатория «Советский шахтер»         |             | 1955 год                                   | ул. Баталинская,9           |
| 8              | Дворец культуры медработников «Современник» |             | 1970 год                                   | ул. Баталинская,19          |
| 9              | Особняк                                     |             | 1917 год                                   | ул. Баталинская,20          |
| 10             | Особняк                                     |             | 1901 год                                   | ул. Вокзальная,3            |
| 11             | Санаторий «Центросоюз»                      |             | 1964 год                                   | ул. Гааза,18/Баталинская,23 |
| 12             | Здание диетической столовой                 |             | 1955 год, Светлицкий Б. П.                 | ул. Интернациональная,2     |
| 13             | Доходный дом                                |             | 1907 год, Ходжаев В. Б.                    | ул. Интернациональная,1     |
| 14             | Особняк                                     |             | до 1917 года                               | ул. Кисловодская,5          |
| 15             | Здание курортной поликлиники                |             | 1918 год                                   | ул. Кисловодская,16         |
| 16             | Бювет источника № 17                        |             | 1823 год, Открыл А. П. Нелюбин, арх. Уптон |                             |
| 17             | Нижние минеральные ванны                    |             | 1895 год                                   | Лечебный парк               |
| 18             | Верхние минеральные ванны                   |             | 1898 год, Н. Н. Дмитриев и Б. К. Правудин  | Лечебный парк               |
| 19             | Бювет источника № 4                         |             | 1967 год                                   | Лечебный парк               |
| 20             | Беседка «Капитанский мостик»                |             | 1903 год                                   | Лечебный парк               |
| 21             | Здание механотерапии                        |             | 1902 год                                   | Лечебный парк               |
| 22             | Источник № 4 Бювет № 1                      |             | 1905 год                                   | Лечебный парк               |
| 23             | Беседка «Ореадна»                           |             | 1903 год, Шодкий Л. К.                     | Лечебный парк               |
| 24             | Жилой дом                                   |             | до 1917 года                               | ул. Менделеева,22           |
| 25             | Жилой дом                                   |             | до 1917 года                               | ул. Баталинская,21          |
| 26             | Жилой дом                                   |             | 1898 год                                   | ул. Пономарева,7            |
| 27             | Бювет источника № 4                         |             | 1965 год                                   | ул. Ленина/Разумовского     |
| 28             | Санаторий им. М. И. Калинина                |             | 1966 год, Резанов                          | ул. Разумовского,18         |
| 29             | Санаторий «Москва»                          |             | 1964 год, Гусев                            | ул. Анджиевского,8          |
| 30             | Грязелечебница им. Семашко                  |             | 1915 год, акад. Шреттер                    | ул. Семашко,4               |
| 31             | Гимназия                                    |             | 1898 год                                   | ул. Титова,20               |

## Памятники искусства
| Номер в списке | Название                                                                   | Изображение | Годы постройки и авторы | Место нахождения                             | ОКН             |
| -------------- | -------------------------------------------------------------------------- | ----------- | ----------------------- | -------------------------------------------- | --------------- |
| 32             | Памятник М. Ю. Лермонтову                                                  |             | 1954                    | ул. К. Маркса,2                              |                 |
| 33             | Памятник Ф. Э. Дзержинскому                                                |             | 1948                    | ул. Гагарина,34                              |                 |
| 34             | Памятник воинам, погибшим в боях 1941—1945 гг.                             |             | 1957                    | Городское кладбище (в северной части города) |                 |
| 35             | Памятник воинам, погибшим в годы гражданской и Великой Отечественной войны |             | 1973, И. И. Медников    | Парк Победы                                  |                 |
| 36             | Памятник И. П. Павлову                                                     |             | 1968                    | ул. Ленина,3                                 | 261710893010005 |
| 37             | Скульптура «Орел»                                                          |             | 1903, Шодский Л. К.     | Лечебный Парк                                |                 |
| 38             | Скульптура «Крестьянин»                                                    |             | 1903, Шодский Л. К.     | Лечебный Парк                                |                 |